# 左澤站
左澤站（日语：／ Aterazawa eki */?）是位於山形縣西村山郡大江町大字左澤字前田876番18號，東日本旅客鐵道（JR東日本）的左澤線車站（終點站）。

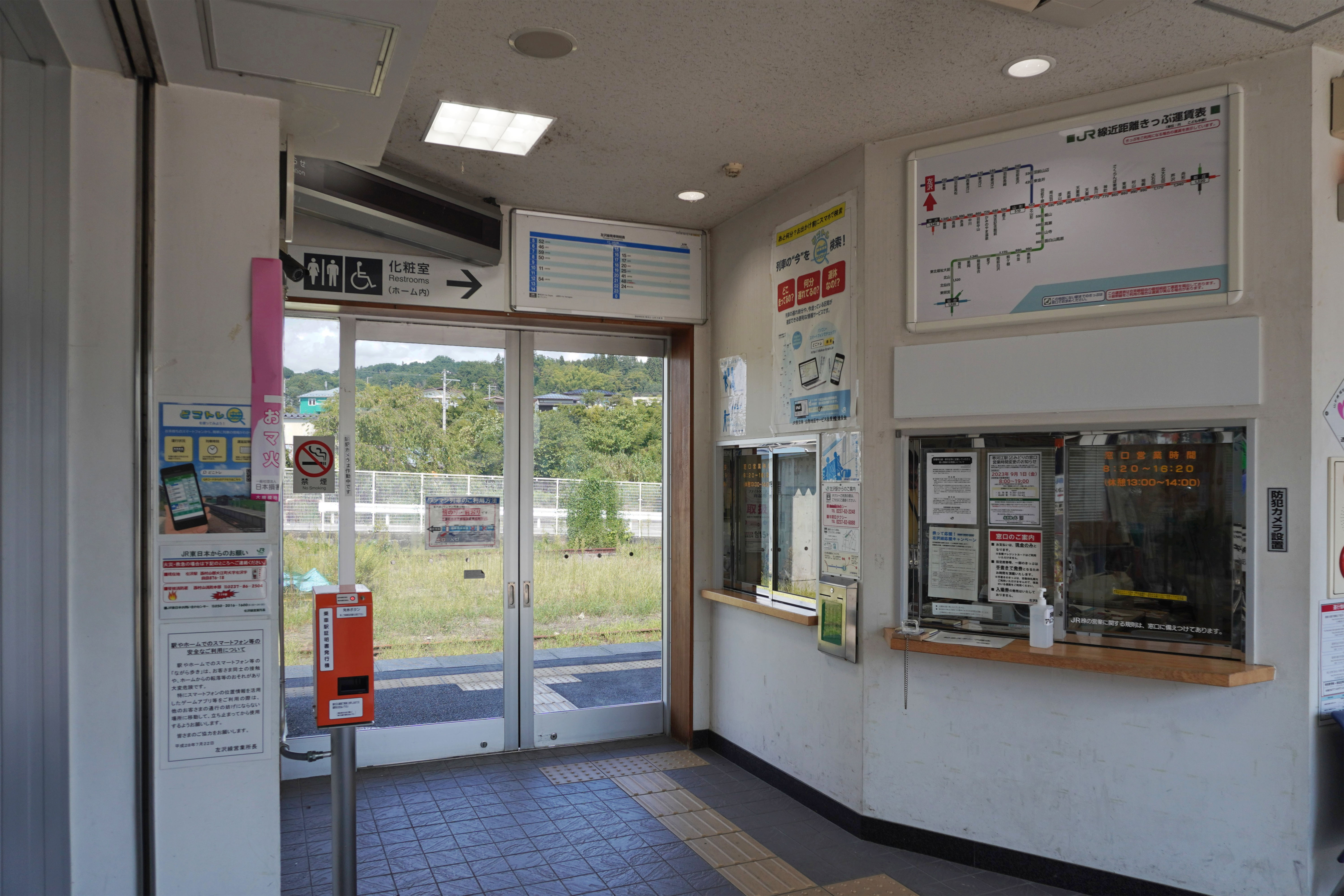
檢票口（2023年9月）

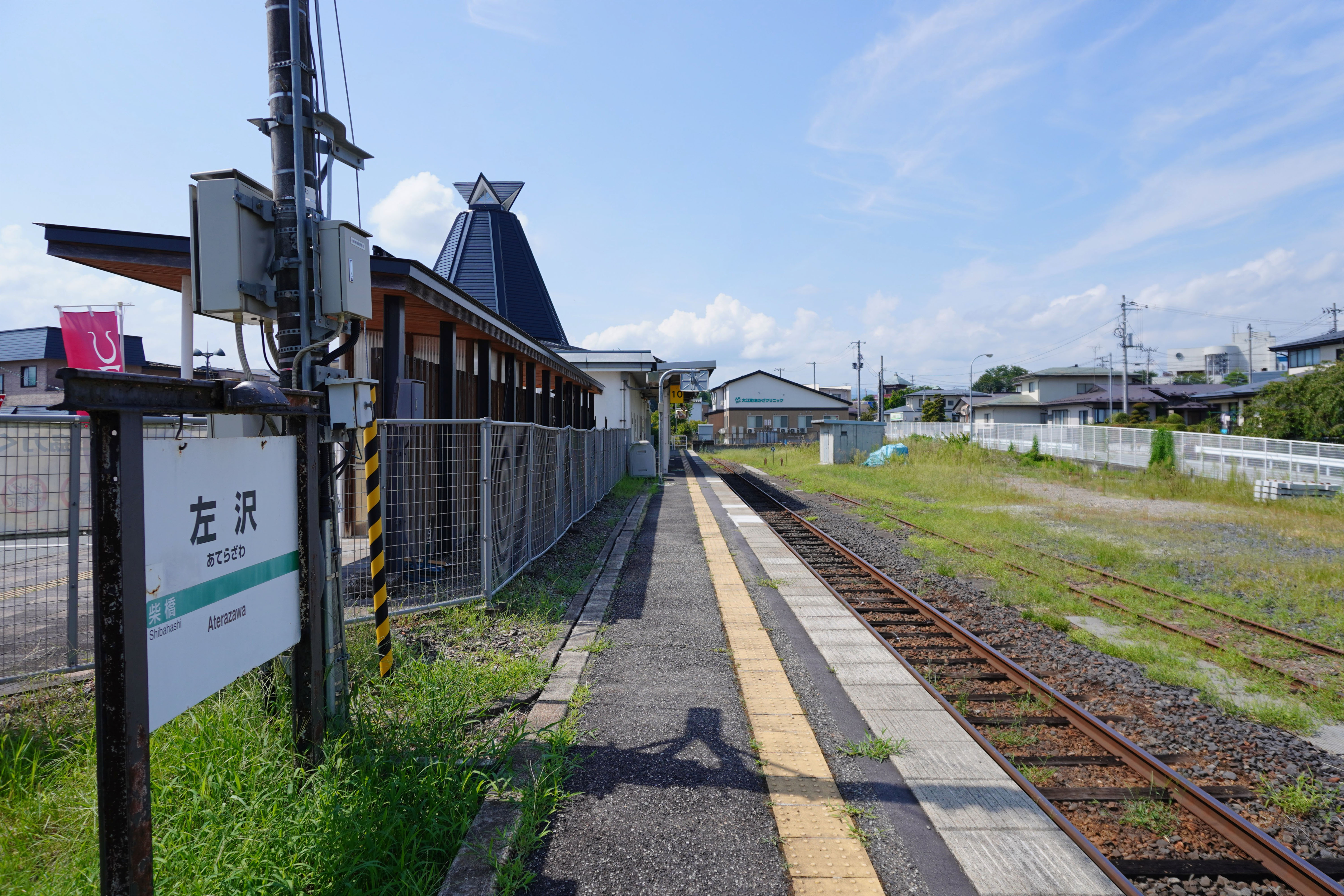
月台（2023年9月）

## 歷史
- 1922年（大正11年）4月23日：左澤輕便線寒河江站至此站之間開通，此站啟用。
- 1987年（昭和62年）4月1日：伴隨國鐵分割民營化，車站由東日本旅客鐵道（JR東日本）營運[1]。
- 2001年（平成13年）7月：由於寒河江站進行遷移車站工程，因此包括此站在內，羽前長崎至左澤站之間暫停服務，開設代行巴士。
  - 在工程期間，車站使用臨時車站大樓。
- 2002年（平成14年）2月16日：羽前長崎站至左澤站之間重開[2]。同時現時的車站大樓開始使用。現時車站大樓啟用。
- 2003年（平成15年）：新車站大樓獲得鐵道建築協會獎（推薦）。
- 2014年（平成26年）6月1日：成為業務委託車站。

## 車站構造
車站是一座地面車站，設有1面1線的單式月台。此站設有1條留置線。在路軌旁的空地曾經設有起卸貨物設備。
現時的車站大樓在2002年開始使用。大樓內圓柱和圓錐體的建築物為大江町交流站。在相片中右手邊建築物是車站部分。在交流站內設有町營商店（發售糖果和雜貨）、大江町商工會、會議室和多用途會堂。在大江町中，毎年9月會舉行「大江秋節」，於交流站內設有展示會堂（展示了囃子屋台和舞獅物品）。在車站大樓的車站部分設有售票處和候車室。
此站是由寒河江站管理的業務委托車站，委托JR東日本東北綜合服務。此站設有綠色窗口（營業時間：早上8時20分至下午3時50分〈設有中途休息時間〉）。此站沒有自動售票機和自動閘機。在早上和黃昏後沒有車站職員當值。在這個時段中，一人控制列車在乘車需要在車內領取整理券，在下車時需要把車費和車票投進車費箱（當設有車長乘務，和特別檢票時不在此限）。此站設有站前廣場，該處設有山交巴士（前往宮宿（朝日町））路線。
在尾班車到達此站後，列車會以不載客列車身份返回寒河江站內的左澤線營業所進行夜間停泊（同樣，此站的首班列車會從左澤線營業所以不載客列車身份前往此站）。

## 使用狀況
根據「JR東日本」的資料，在2019年度（令和元年度）1日平均乘車人次為297人。
以下列出近年乘車人次變化：
| 年度               | 1日平均 乘車人次 | 參考資料        |
| ------------------ | ---------------- | --------------- |
| 2000年（平成12年） | 487              | [ 利用客数 2 ]  |
| 2001年（平成13年） | 402              | [ 利用客数 3 ]  |
| 2002年（平成14年） | 456              | [ 利用客数 4 ]  |
| 2003年（平成15年） | 463              | [ 利用客数 5 ]  |
| 2004年（平成16年） | 466              | [ 利用客数 6 ]  |
| 2005年（平成17年） | 443              | [ 利用客数 7 ]  |
| 2006年（平成18年） | 421              | [ 利用客数 8 ]  |
| 2007年（平成19年） | 413              | [ 利用客数 9 ]  |
| 2008年（平成20年） | 389              | [ 利用客数 10 ] |
| 2009年（平成21年） | 396              | [ 利用客数 11 ] |
| 2010年（平成22年） | 392              | [ 利用客数 12 ] |
| 2011年（平成23年） | 387              | [ 利用客数 13 ] |
| 2012年（平成24年） | 378              | [ 利用客数 14 ] |
| 2013年（平成25年） | 357              | [ 利用客数 15 ] |
| 2014年（平成26年） | 330              | [ 利用客数 16 ] |
| 2015年（平成27年） | 311              | [ 利用客数 17 ] |
| 2016年（平成28年） | 309              | [ 利用客数 18 ] |
| 2017年（平成29年） | 306              | [ 利用客数 19 ] |
| 2018年（平成30年） | 311              | [ 利用客数 20 ] |
| 2019年（令和元年） | 297              | [ 利用客数 1 ]  |

## 車站周邊
車站位於大江町中心，該處設有民居和商店。為了促進町內觀光，站前設有主要觀光地點的地圖。
- 大江町公所
- 大江町立左澤小學（日语：大江町立左沢小学校）
- 左澤郵局（日语：左沢郵便局）
- 大江町立大江中學（日语：大江町立大江中学校）
- 寒河江警署（日语：寒河江警察署）大江派出所
- 國道458號（日语：国道458号）
  - 舊最上橋
- 山形縣道23號天童大江線（日语：山形県道23号天童大江線）
- 山形縣道9號長井大江線（日语：山形県道9号長井大江線）
- 山形縣道112號左澤浮島線（日语：山形県道112号左沢浮島線）
- 月布川
- 最上川
- 左澤溫泉
- 舟唄溫泉 - 道之驛大江（日语：道の駅おおえ）
- 楯山公園 - 公園內設有大江氏山城址。同時為最上川舟歌（日语：最上川舟唄）發祥地。在公園內設有紀念碑。距離左澤站2公里。
- 櫻町渡船蹟 - 該處為左澤町中自古以來最上川的船運集散地，該處一直十分繁榮。現時在河川旁設置了「櫻町渡船場」之碑。在夏天，該處會舉行煙火大會，也是大江町的觀光景點。
- 原町通 - 位於城下町左澤，該處設有昔日的古老舊問屋街道。
- 大江町歷史民俗資料館（日语：大江町歴史民俗資料館）
- 左澤陣屋蹟
- 山形縣立左澤高等學校（日语：山形県立左沢高等学校）
- 山形銀行（日语：山形銀行）左澤分店
- 閃光銀行（日语：きらやか銀行）左澤分店
- JA寒河川西村山左澤分所

## 相鄰車站
東日本旅客鐵道（JR東日本）
■左澤線
柴橋－左澤

## 注腳

### 使用狀況
1. 1 2  . 東日本旅客鐵道.   [2020-07-12]. （原始内容存档于2020-07-14） （日语）.
2. ↑  . 東日本旅客鐵道.   [2019-02-22]. （原始内容存档于2019-04-02） （日语）.
3. ↑  . 東日本旅客鐵道.   [2019-02-22]. （原始内容存档于2019-02-22） （日语）.
4. ↑  . 東日本旅客鐵道.   [2019-02-22]. （原始内容存档于2019-04-02） （日语）.
5. ↑  . 東日本旅客鐵道.   [2019-02-22]. （原始内容存档于2019-03-27） （日语）.
6. ↑  . 東日本旅客鐵道.   [2019-02-22]. （原始内容存档于2019-02-23） （日语）.
7. ↑  . 東日本旅客鐵道.   [2019-02-22]. （原始内容存档于2019-04-02） （日语）.
8. ↑  . 東日本旅客鐵道.   [2019-02-22]. （原始内容存档于2019-04-02） （日语）.
9. ↑  . 東日本旅客鐵道.   [2019-02-22]. （原始内容存档于2019-04-02） （日语）.
10. ↑  . 東日本旅客鐵道.   [2019-02-22]. （原始内容存档于2019-02-22） （日语）.
11. ↑  . 東日本旅客鐵道.   [2019-02-22]. （原始内容存档于2020-11-08） （日语）.
12. ↑  . 東日本旅客鐵道.   [2019-02-22]. （原始内容存档于2020-11-07） （日语）.
13. ↑  . 東日本旅客鐵道.   [2019-02-22]. （原始内容存档于2020-11-08） （日语）.
14. ↑  . 東日本旅客鐵道.   [2019-02-22]. （原始内容存档于2020-05-08） （日语）.
15. ↑  . 東日本旅客鐵道.   [2019-02-22]. （原始内容存档于2020-10-07） （日语）.
16. ↑  . 東日本旅客鐵道.   [2019-02-22]. （原始内容存档于2020-10-08） （日语）.
17. ↑  . 東日本旅客鐵道.   [2019-02-22]. （原始内容存档于2021-08-19） （日语）.
18. ↑  . 東日本旅客鐵道.   [2019-02-22]. （原始内容存档于2021-08-19） （日语）.
19. ↑  . 東日本旅客鐵道.   [2019-02-22]. （原始内容存档于2019-03-25） （日语）.
20. ↑  . 東日本旅客鐵道.   [2019-07-24]. （原始内容存档于2019-07-05） （日语）.

## 外部連結
- 車站資訊（左澤）：東日本旅客鐵道（日語）